# Canon EOS 70D
La Canon EOS 70D és una càmera reflex digital de gamma mitja, anunciada per Canon el 2013. Aquesta, és una evolució de la Canon 60D, llençades al mercat amb tres anys de diferència.
La 70D pot captar tant fotografia com vídeo en Full-HD. Pot realitzar una ràfega de fins a 7 fps, consta d'un sistema AF de 19 punts i el sensor d'imatge incorpora la tecnologia Dual Pixel CMOS AF.

## Característiques
Les seves característiques més destacades són:
- Sensor CMOS APS-C dual-pixel de 20,2 megapíxels
- Processador d'imatge DIGIC 5+
- 19 punts d'autoenfocament en creu
- Dual Píxel amb detecció de cara
- Disparo continu de 7 fotogrames per segon
- Sensibilitat ISO 100 - 6.400 (ampliable fins a 12.800)
- Gravació de vídeo: Full HD 1080p fins a 25/30 fps
- Pantalla LCD de 3,0" d'1.040.000 píxels abatible i tàctil
- Connexió Wi-Fi
- Bateria LP-E6
- Entrada de Jack de 3,5mm per a micròfons externs o gravadores

## Diferències respecte a la 60D
La Canon 70D ha inclòs l'enfocament automàtic amb la detecció de fase en gravar vídeos i en fer fotografies. S'ha reduït també la mida del cos de la càmera respecte a la seva predecessora.

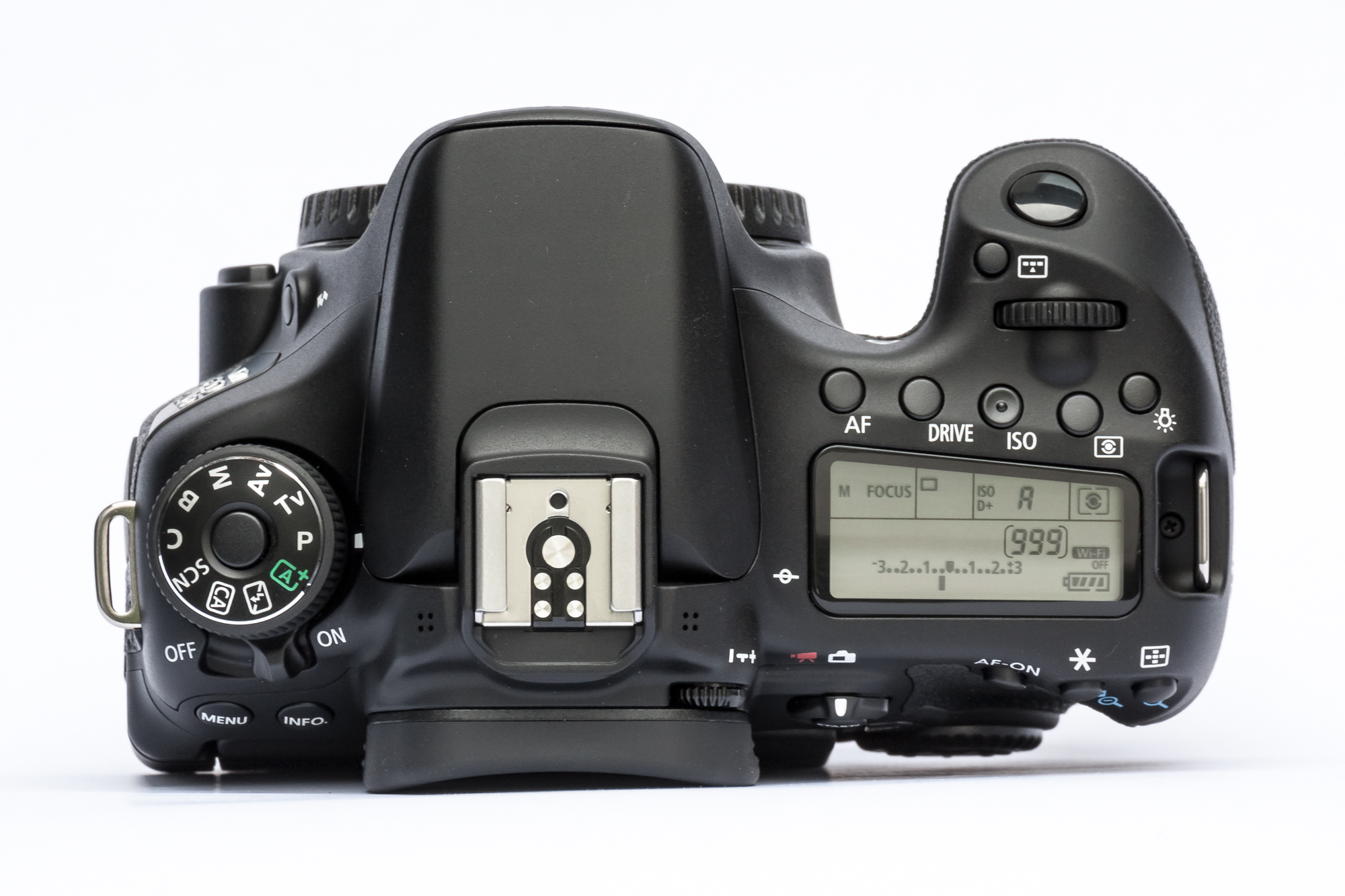
Part de dalt de la Cànon 70D

La nova Canon té més megapíxels (20,2Mpx en lloc de 18Mpx). La ràfega és més ràpida, passant de 5,3fps a 7fps.
L'EOS 70D també incorpora pantalla tàctil i Wi-Fi, que la 60D no.

## Inclòs a la caixa
- Cos de la Canon EOS 70D[5]
- Ocular Eb
- Tapa de la càmera R-F-3
- Corretja per la càmera EW-EOS 70D
- Bateria LP-E6
- Carregador de bateria LC-E6E
- Cable USB IFC-130U
- CD de software: EOS Digital Solution
- Manual d'instruccions

## Accessoris compatibles
- Tots els objectius amb muntura EF / EF-S
- Flaixos amb muntura Canon
- Micròfons amb entrada de Jack 3,5 mm
- Targetes de memoria SD, SDHC i SDXC
- Cable mini HDMI (tipus C)